# Refleksi jata
Refleksi jata ostvareni su od starog samoglasnika ě – ije, je, e, i. Njihovo izmjenjivanje i promjene nazivaju se alternacije ili zamjene ije/je/e/i.
Osnovno je načelo da se u dugome slogu pojavljuje ije, a u kratkome je, no to pravilo ima podosta iznimaka. Tvorbom novih riječi ili promjenom oblika istih riječi dolazi do zamjena refleksa jata, slog se može duljiti ili kratiti.

## Duljenje sloga s kratkim jatom

### je, e, i>ije
Kratko se je zamjenjuje dugim:
- u tvorbi nesvršenih glagola i glagolskih imenica (osim kod riječi koje u osnovi imaju mjeriti, mjesto i sjesti)

dospjeti > dospijevati, dospijevanje, razumjeti > razumijevati, razumijevanje
...ali: zasjesti – zasjedanje, mjeriti – mjerenje, premjestiti – premještanje (zbog navedenih iznimaka!)
- prema osnovnim glasovima e i i u osnovama glagola leći, letjeti, liti, zreti i njihovih izvedenica

leći > lijegati, lijeganje; letjeti > lijetati, lijetanje; liti > lijevati, lijevanje, dozreti, dozrijevati, dozrijevanje
- prefiks pre dulji se u prije u tvorbi imenica iz glagolske osnove

prelaziti > prijelaz, prevoditi > prijevod, preglasiti > prijeglas, prelomiti > prijelom, prenositi > prijenos

## Kraćenje sloga s dugim jatom

### ije>je
Dugo se ije krati u je:
- u tvorbi riječi, dugi jat ne smije doći prije naglaska, a također dolazi ispred nekih sufiksa

lijep > ljepota, lijek > ljekovit, Nijemac > njemački, cvijet > cvjetić, vijenac > vjenčić, ocijeniti > ocjena
- u promjeni oblika riječi, najčešće u sklonidbi

dijete – G jd. djeteta, snijeg, N mn. snjegovi
- uvijek u komparativu i superlativu pridjeva

lijep – ljepši – najljepši, bijedan – bjedniji, lijen – ljeniji
vrijedan – vr(j)edniji, trijezan – tr(j)ezniji, prijek – pr(j)eči